# Offenbach-Bieber
 For alternative betydninger, se Bieber. (Se også artikler, som begynder med Bieber)
Bieber er en bydel i Offenbach am Main. Indtil 1. april 1938 var området en selvstændig landkommune. I 2004 havde Bieber 14.761 indbyggere. 
50°05′20″N 8°48′11″Ø / 50.0889°N 8.8031°Ø